# Microrégion du sertão de Inhamuns
 (février 2025).
Si vous disposez d'ouvrages ou d'articles de référence ou si vous connaissez des sites web de qualité traitant du thème abordé ici, merci de compléter l'article en donnant les références utiles à sa vérifiabilité et en les liant à la section « Notes et références ».

Localisation de la microrégion du sertão de Inhamuns

La microrégion du sertão de Inhamuns est l'une des quatre microrégions qui subdivisent la mésorégion des sertões cearenses, dans l'État du Ceará au Brésil.
Elle comporte 6 municipalités qui regroupaient 144 364 habitants en 2006 pour une superficie totale de 11 693 km2.

## Municipalités[1]
- Aiuaba
- Arneiroz
- Catarina
- Parambu
- Saboeiro
- Tauá